# Лидер (фильм, 1984)
«Лидер» — советский фильм, снятый Борисом Дуровым в 1984 году. Премьера картины состоялась в апреле 1985 года.

## Сюжет
В девятом классе появился новенький. Замкнутый парень подчинил себя единственной цели — расшифровать таинственные письмена исчезнувшего племени тольмеков (в реальности не существовавшего, аллюзия на тольтеков). Не посвятив в свои изыскания никого, кроме учителя из своей бывшей школы, герой обрекает себя на непонимание окружающих.

Своих же одноклассников он считает людьми примитивными, живущими без ясно определённых целей. Те, в свою очередь, считают Шестакова индивидуалистом и выскочкой. Особенно враждебно относится к новичку лидер класса Олег и его приятели, которые начинают борьбу против Бориса. Конфликт разгорается. Его пытаются разрешить одноклассница Бориса Таня, которой нравится необычный мальчик, а также классный руководитель Нина Петровна. Именно благодаря им Борис начинает понимать свою эгоистичность и неправоту.— Советские художественные фильмы: аннотированный каталог

Максимализм юного героя доходит временами до крайнего индивидуализма. Отказываясь от всего, что отвлекает его от цели, Борис в конечном счёте отказывается от жизни, обедняет себя. Потому что кроме высокого счастья стремления к научной истине существуют другие радости, трель соловья по причине вновь нагрянувшей весны, зачарованные воды, над которыми с трогательной беззащитностью склонились ивы, улыбка ребенка, простое счастье жить, ибо каждый жизненный миг неповторим и невозвратен. И глаза одноклассницы, что высматривают тебя каждое утро из окон дома напротив, — как же можно не видеть тех глаз?— Искусство кино, 1985

## Прототипы героев
Как отмечает Даль Орлов, «пятнадцатилетний Боря Шестаков фанатично предан своей идее: прочитать не поддающуюся дешифровке древнюю рукопись». «Дальним прототипом героя и сюжета» фильма можно считать Юрия Кнорозова, который в молодые годы открыл принцип, позволивший расшифровать несколько древних рукописей мексиканских племён майя, обитавших на Юкатане.
По словам сценариста Даля Орлова, его учитель литературы выведен под своим подлинным именем — Александр Александрович Титов.

## В ролях
| Актёр               | Роль                                                            |
| ------------------- | --------------------------------------------------------------- |
| Алексей Волков      | Боря Шестаков                                                   |
| Александр Стриженов | Олег Хохлов                                                     |
| Екатерина Токмань   | Таня Корнилова                                                  |
| Валентина Карева    | учительница математики, классная руководительница Нина Петровна |
| Анатолий Опритов    | учитель литературы Сан Саныч Титов                              |
| Сергей Козлов       | Чекин                                                           |
| Любовь Стриженова   | мать Бориса Шестакова                                           |
| Ольга Спиркина      | сестра Бори Шестакова                                           |
| Владимир Дьячков    | муж сестры Павел                                                |
| Анатолий Ганшин     | учитель физкультуры Станислав Васильевич                        |
| Владимир Ненашев    | академик Вишняков                                               |
| Константин Кошкин   | гость Вишнякова канадец                                         |

Исполнители главных ролей Александр Стриженов и Екатерина Токмань познакомились на съёмках фильма ещё школьниками, после совершеннолетия поженились и с тех пор не расставались.

## Съёмочная группа
- Автор сценария: Даль Орлов
- Режиссёр: Борис Дуров
- Оператор: Александр Рыбин
- Художник: Валерий Иванов
- Звукорежиссёр: Избуцкий, Александр Моисеевич
- Композитор Евгений Геворгян

## Отзывы
По опросу журнала «Советский экран» фильм «Лидер» — «о верности призванию, о готовности неистово трудиться во имя его», вошёл в десятку лучших отечественных фильмов (9-е место).
Фильм вызвал полемику школьников в печати. Много откликов получила статья К. Лаврова «Чудаки из квартала „В“», вышедшая в газете «Комсомольская правда» 13 февраля 1986, так в этой же газете была напечатана в ответ на неё статья от групп школьников «Не затеряться… О проблемах организации досуга молодёжи».

Ценность картины «Лидер» в том, что она зовёт к разговору, открытому в жизнь, разговору о проблемах  действительно серьезных, чутко уловленных создателями ленты.— Искусство кино, 1985